# Paranesidea bipustulosa
Paranesidea bipustulosa is een mosselkreeftjessoort uit de familie van de Bairdiidae. De wetenschappelijke naam van de soort is voor het eerst geldig gepubliceerd in 1988 door Titterton & Whatley.